# شهرستان جکسون (تنسی)
شهرستان جکسون، تنسی (به انگلیسی: Jackson County, Tennessee) یک سکونتگاه مسکونی در ایالات متحده آمریکا است که در تنسی واقع شده‌است.

## خصوصیات
شهرستان جکسون ۸۲۸ کیلومترمربع مساحت دارد.